# Loke, Östersunds kommun
Loke är småort i Lockne distrikt (Lockne socken) i Östersunds kommun, Jämtlands län.

## Befolkningsutveckling
| Befolkningsutvecklingen i Loke 1990–2015                                                                              | Befolkningsutvecklingen i Loke 1990–2015 | Befolkningsutvecklingen i Loke 1990–2015 | Befolkningsutvecklingen i Loke 1990–2015 | Befolkningsutvecklingen i Loke 1990–2015 |
| --- | ---------------------------------------- | ---------------------------------------- | ---------------------------------------- | ---------------------------------------- |
| |                                          |                                          |                                          |                                          |
| År |                                          |                                          | Folkmängd                                | Areal (ha)                               |
| 1990 | 1990                                     |                                          | 56                                       | 29##                                     |
| 1995 | 1995                                     |                                          | 53                                       | 29#                                      |
| 2000 | 2000                                     |                                          | 54                                       | 29#                                      |
| 2005 | 2005                                     |                                          | 51                                       | 25#                                      |
| 2010 | 2010                                     |                                          | 67                                       | 26#                                      |
| 2015 | 2015                                     |                                          | 60                                       | 34#                                      |
| Anm.: Ny småort 1995. # Som småort. ## Befolkningen 31 december 1990 inom det område som avgränsades som småort 1995. |                                          |                                          |                                          |                                          |